# Dárdai Pál (labdarúgó, 1976)
Dárdai Pál (Pécs, 1976. március 16. –) magyar válogatott labdarúgó és edző. 61-szer volt a nemzeti válogatott tagja és 14 éven át a német Hertha Berlin játékosa. 2014-től 2015-ig a magyar labdarúgó-válogatott szövetségi kapitánya. 2015 és 2019 között, majd 2021-ben és 2023-tól 2024-ig a Hertha BSC vezetőedzője. Apja idősebb Dárdai Pál magyar labdarúgó.

## Származása és fiatalkora
Dárdai édesapja révén bukovinai székelyek leszármazottja, míg édesanyja sváb származású.
Középiskolai tanulmányait a pécsi Nagy Lajos Gimnáziumban végezte.

## Játékos-pályafutása

### Klubcsapatban
Pályafutását a Pécsi MSC csapatánál kezdte, 1991-ben debütált az első osztályban. 1996 tavaszán a fővárosi BVSC-hez igazolt. Innen szerződött a német Hertha BSC csapatához. A felnőtt válogatottban 1998 augusztusában mutatkozott be. Dárdai házas és három fia van: Pál, Márton és Bence. Testvére, Dárdai Balázs 23 évesen egy futballmérkőzésen hunyt el 2002-ben.
Dárdai Pál, a Hertha magyar légiósa 280 alkalommal szerepelt a berlini együttes színeiben, és beállította a klubcsúcsot, ezzel a gárda történetének legtöbb mérkőzését játszó futballistája.
Dárdai egy másik összevetésben is csúcstartónak számít, egyetlen játékos sem nyert nála több mérkőzést a német élvonalbeli Hertha BSC színeiben. A Hamburg elleni 2–1-es siker során döntötte meg a klubcsúcsot, ez volt ugyanis a 107. megnyert meccse a kék-fehérek színeiben. A berlini klub eddigi csúcstartója Lorenz Horr volt, 106 győztes találkozóval. A Hertha Berlinben ez idő alatt a szurkolók kedvencévé vált.
2011-ben visszavonult a profi labdarúgástól. 286 Bundesliga-mérkőzésével klubrekorder lett. Összesen 372 alkalommal viselte a Hertha BSC mezét. Pályafutása után a Hertha BSC második csapatánál illetve a berlini utánpótlásban kapott munkát.

### A válogatottban
1996 és 1997 között az magyar U21-es labdarúgó-válogatottban szerepelt. 1998. augusztus 19-én léphetett pályára a felnőtt válogatottban, barátságos mérkőzésen Szlovénia ellen. Első válogatott gólját harmadik mérkőzésén az 58. percben szerezte Azerbajdzsán ellen. Bicskei Bertalan és Gellei Imre alatt kulcsszerepet játszott a nemzeti csapat középpályáján Lisztes Krisztiánnal együtt.
2006-ban hét mérkőzésen ő volt a válogatott csapatkapitánya, ekkor két gólt is szerzett. Köztük van a 2006. május 30-án Anglia elleni bombagólja az Old Traffordon. Várhidi Péter a fiatalítás szellemében nem számolt a rutinos védekező középpályással és így kikerült a válogatott szűk keretéből. Erwin Koeman azonban újra számításba vette, nála a válogatott alappillére volt és továbbra is a legértékesebb magyar játékosok közé tartozott.
Utolsó mérkőzését 2010 tavaszán játszotta Oroszország ellen, azonban a 2011. március 25-i, Hollandia elleni meccs előtt köszönt el végleg a válogatottól. A tiszteletére egy hatalmas válogatott mezt is kifeszítettek a Puskás Ferenc Stadion-ban.
A játékost beválogató szövetségi kapitányok:
- Bicskei Bertalan: 21/1
- Gellei Imre: 18/2
- Lothar Matthäus: 3/–
- Bozsik Péter: 7/2
- Várhidi Péter: –/–
- Erwin Koeman: 7/–

## Edzői pályafutása
2012-től a német Hertha BSC U16-os csapatának edzője. 2014. október 11-én mutatkozott be a magyar válogatott ideiglenes szövetségi kapitányaként, s debütáló mérkőzésén, irányítása alatt 33 év után újra pontot szerzett a magyar válogatott Bukarestben Románia ellen (1–1). 2015. február 5-én a Hertha BSC vezetőedzőjévé is kinevezték, így egy ideig párhuzamosan edzősködött a német csapatnál is. A finnek elleni 1-0-s győzelem után távozott a válogatott éléről. A Herthát végül bentartotta a Bundesligában, majd a 2015-16-os idényben bravúros szereplést bemutatva bejutott a Német labdarúgókupa elődöntőjébe, a bajnokságban pedig a 7., Európa-liga indulást erő helyen végzett a sokáig a harmadik helyen álló csapatával.
A Bundesliga 2016-2017-es idényét is kiválóan kezdte a berlini csapat, mert bár az Európa-ligától már a dán Brøndby IF búcsúztatta a harmadik selejtezőkörben, veretlenségét egészen a 14. fordulóig őrizte, akkor a Werder Brementől kaptak ki. Az őszi idény befejezésekor a dobogó alsó fokát foglalta el Dárdai csapata, a magyar edzőt pedig Az év embere díjjal tüntette ki a Berliner Morgenpost című lap és a 104.6 RTL rádió zsűrije. A bajnokságot végül a 6. helyen zárták, ezzel pedig kvalifikálták magukat a 2017–2018-as Európa-liga csoportkörébe.
2017. szeptember 20-án ült tétmérkőzésen 100. alkalommal a Hertha kispadján és a Bundesliga 2017–2018-as kiírásának 5. fordulójában hazai pályán 2-0-ra legyőzték a Bayer Leverkusen csapatát.
2019 áprilisában vált hivatalossá, hogy a következő szezontól már nem ő irányítja a berlini csapatot, amelynek kispadján 172 bajnoki mérkőzésen ült.
2019 őszén több német élvonalbeli klubbal is hírbe hozták, a Kölnnel tárgyalt is, azonban végül nem lett a csapat edzője. 2020 májusában újból a Herthánál kapott edzői feladatot, ahol az U16-os csapat edzője, valamint utánpótlás-koordinátor lett.
2021. január 25-én ismét őt nevezték ki a berlini klub vezetőedzőjének. Dárdai 2022 nyaráig szóló, másfél éves szerződést írt alá. A szezon végén ismét sikerült az élvonalban tartania  Herthát, majd szerződését meghosszabbították a 2021–2022-es szezonra is. 2021. szeptember 25-én az RB Leipzig ellen vezetőedzői pályafutása 200. tétmérkőzésén ült a kispadon. 2021. november 29-én felmentették a csapat vezetőedzői posztjáról.
2023. április 16-án ismét kinevezték a Hertha vezetőedzőjének. A csapat ekkor a tabella utolsó helyén, 22 ponttal állt. A 2022–2023-as Bundesliga I 33.fordulójában hivatalossá vált, hogy csapatával kiestek a német másodosztályba, miután 1-1-es döntetlent játszottak a szintén kiesés elől menekülő VfL Bochum ellen.

### Edzői statisztika
Utolsó elszámolt mérkőzés dátuma: 2024. május 19.
| Csapat       | –tól                 | –ig                | Statisztika | Statisztika | Statisztika | Statisztika | Statisztika | Statisztika | Statisztika | Statisztika |
| Csapat       | –tól                 | –ig                | M           | GY          | D           | V           | RG          | KG          | GK          | GY %        |
| ------------ | -------------------- | ------------------ | ----------- | ----------- | ----------- | ----------- | ----------- | ----------- | ----------- | ----------- |
| Magyarország | 2014. szeptember 18. | 2015. július 29.   | 7           | 4           | 2           | 1           | 9           | 3           | +6          | 57.14 %     |
| Hertha BSC   | 2015. február 5.     | 2019. június 30.   | 172         | 64          | 44          | 64          | 219         | 231         | –12         | 37.21 %     |
| Hertha BSC   | 2021. január 25.     | 2021. november 29. | 31          | 10          | 8           | 13          | 34          | 48          | –14         | 32.26 %     |
| Hertha BSC   | 2023. április 16.    | 2024. június 30.   | 44          | 17          | 11          | 16          | 90          | 79          | +11         | 38.64 %     |
| Összesítve   | Összesítve           | Összesítve         | 254         | 95          | 65          | 94          | 352         | 361         | –9          | 37.4 %      |

## Sikerei, díjai

### Játékosként

#### Klubbal
- Hertha BSC:
  - Bundesliga bronzérmes: 1999
  - Bundesliga 2-bronzérmes: 1997
  - Német Ligakupa győztes: 2001, 2002
  - Német Ligakupa döntős: 2000
  - Intertotó-kupa: 2006
  - UEFA-bajnokok ligája-második csoportkör: 1999-2000
  - UEFA-kupa-nyolcaddöntős: 2002-2003
  - UEFA-kupa-csoportkör: 2008-2009
  - Európa-liga-A legjobb 16 közé jutásért: 2009-2010
  - Klubrekord: 286 Bundesliga-mérkőzés[22]
- BVSC:
  - Magyar bajnoki ezüstérmes: 1996
  - Magyar kupa-döntős: 1996

#### Egyéni
- Magyar Aranylabda: 2006
- Az év magyar labdarúgója:1999
- Klubrekord: 286 Bundesliga-mérkőzés[22]

### Edzőként

#### Egyéni
- Az év edzője Berlinben:[23] 2015
- Az év magyar edzője: 2015[24]
- Az év edzője a Kicker szavazásán: 2016

### Mérkőzései a válogatottban
| Magyarország | Magyarország         | Magyarország                    | Magyarország        | Magyarország | Magyarország        | Magyarország | Magyarország | Magyarország |
| #            | Dátum                | Helyszín                        | Hazai               | Eredmény     | Vendég              | Kiírás       | Gólok        | Esemény      |
| ------------ | -------------------- | ------------------------------- | ------------------- | ------------ | ------------------- | ------------ | ------------ | ------------ |
| 1.           | 1998. augusztus 19.  | Zalaegerszeg, ZTE Stadion       | Magyarország        | 2 – 1        | Szlovénia           | barátságos   | -            | 45'          |
| 2.           | 1998. szeptember 6.  | Budapest, Népstadion            | Magyarország        | 1 – 3        | Portugália          | Eb-selejtező | -            | 45'          |
| 3.           | 1998. október 10.    | Bakı, Tofik Bahramov Stadion    | Azerbajdzsán        | 0 – 4        | Magyarország        | Eb-selejtező | 1            | 45'          |
| 4.           | 1998. október 14.    | Budapest, Népstadion            | Magyarország        | 1 – 1        | Románia             | Eb-selejtező | -            |              |
| 5.           | 1998. november 18.   | Budapest, Üllői úti Stadion     | Magyarország        | 2 – 0        | Svájc               | barátságos   | -            |              |
| 6.           | 1999. március 10.    | Budapest, Üllői úti Stadion     | Magyarország        | 1 – 1        | Bosznia-Hercegovina | barátságos   | -            | 45'          |
| 7.           | 1999. április 28.    | Budapest, Népstadion            | Magyarország        | 1 – 1        | Anglia              | barátságos   | -            |              |
| 8.           | 1999. június 5.      | Bukarest, Steaua Stadion        | Románia             | 2 – 0        | Magyarország        | Eb-selejtező | -            |              |
| 9.           | 1999. június 9.      | Győr, Rába ETO Stadion          | Magyarország        | 0 – 1        | Szlovákia           | Eb-selejtező | -            |              |
| 10.          | 1999. augusztus 18.  | Budapest, Üllői úti Stadion     | Magyarország        | 1 – 1        | Moldova             | barátságos   | -            |              |
| 11.          | 1999. szeptember 4.  | Vaduz, Rheinpark Stadion        | Liechtenstein       | 0 – 0        | Magyarország        | Eb-selejtező | -            |              |
| 12.          | 1999. október 9.     | Lisszabon, Estádio da Luz       | Portugália          | 3 – 0        | Magyarország        | Eb-selejtező | -            | 25'          |
| 13.          | 2000. április 26.    | Belfast, Windsor Park           | Észak-Írország      | 0 – 1        | Magyarország        | barátságos   | -            | 45'          |
| 14.          | 2000. május 31.      | Győr, Rába ETO Stadion          | Magyarország        | 2 – 2        | Szaúd-Arábia        | barátságos   | -            |              |
| 15.          | 2000. augusztus 16.  | Budapest, Népstadion            | Magyarország        | 1 – 1        | Ausztria            | barátságos   | -            | 55'          |
| 16.          | 2001. március 24.    | Budapest, Népstadion            | Magyarország        | 1 – 1        | Litvánia            | vb-selejtező | -            |              |
| 17.          | 2001. április 25.    | Budapest, Üllői úti Stadion     | Magyarország        | 0 – 0        | Finnország          | barátságos   | -            | 62'          |
| 18.          | 2001. június 2.      | Bukarest                        | Románia             | 2 – 0        | Magyarország        | vb-selejtező | -            |              |
| 19.          | 2001. június 6.      | Budapest, Népstadion            | Magyarország        | 4 – 1        | Grúzia              | vb-selejtező | -            | 70'          |
| 20.          | 2001. augusztus 15.  | Budapest, Népstadion            | Magyarország        | 2 – 5        | Németország         | barátságos   | -            | 45'          |
| 21.          | 2001. szeptember 1.  | Tbiliszi                        | Grúzia              | 3 – 1        | Magyarország        | vb-selejtező | -            | 59'          |
| 22.          | 2001. szeptember 5.  | Budapest, Népstadion            | Magyarország        | 0 – 2        | Románia             | vb-selejtező | -            |              |
| 23.          | 2001. október 6.     | Parma                           | Olaszország         | 1 – 0        | Magyarország        | vb-selejtező | -            |              |
| 24.          | 2001. november 14.   | Budapest, Megyeri úti Stadion   | Magyarország        | 5 – 0        | Macedónia           | barátságos   | -            | 70'          |
| 25.          | 2002. március 27.    | Chișinău                        | Moldova             | 0 – 2        | Magyarország        | barátságos   | -            |              |
| 26.          | 2002. április 17.    | Debrecen                        | Magyarország        | 2 – 5        | Fehéroroszország    | barátságos   | -            |              |
| 27.          | 2002. május 8.       | Pécs                            | Magyarország        | 0 – 2        | Horvátország        | barátságos   | -            |              |
| 28.          | 2002. szeptember 7.  | Reykjavík                       | Izland              | 0 – 2        | Magyarország        | barátságos   | 1            | 87' 90'      |
| 29.          | 2002. október 12.    | Stockholm, Råsunda Stadion      | Svédország          | 1 – 1        | Magyarország        | Eb-selejtező | -            |              |
| 30.          | 2002. október 16.    | Budapest, Megyeri úti Stadion   | Magyarország        | 3 – 0        | San Marino          | Eb-selejtező | -            | 78'          |
| 31.          | 2002. november 20.   | Budapest, Üllői úti Stadion     | Magyarország        | 1 – 1        | Moldova             | barátságos   | 1            | 55'          |
| 32.          | 2003. február 12.    | Lárnaka (CYP)                   | Bulgária            | 1 – 0        | Magyarország        | barátságos   | -            |              |
| 33.          | 2003. március 29.    | Chorzów                         | Lengyelország       | 0 – 0        | Magyarország        | Eb-selejtező | -            |              |
| 34.          | 2003. április 2.     | Budapest, Puskás Ferenc Stadion | Magyarország        | 1 – 2        | Svédország          | Eb-selejtező | -            |              |
| 35.          | 2003. június 7.      | Budapest, Puskás Ferenc Stadion | Magyarország        | 3 – 1        | Lettország          | Eb-selejtező | -            |              |
| 36.          | 2003. június 11.     | Serravalle                      | San Marino          | 0 – 5        | Magyarország        | Eb-selejtező | -            | 79'          |
| 37.          | 2003. augusztus 20.  | Muraszombat                     | Szlovénia           | 2 – 1        | Magyarország        | barátságos   | -            | 71'          |
| 38.          | 2003. szeptember 10. | Riga, Skonto stadion            | Lettország          | 3 – 1        | Magyarország        | Eb-selejtező | -            |              |
| 39.          | 2003. október 11.    | Budapest, Puskás Ferenc Stadion | Magyarország        | 1 – 2        | Lengyelország       | Eb-selejtező | -            |              |
| 40.          | 2004. február 18.    | Páfosz (CYP)                    | Magyarország        | 2 – 0        | Örményország        | barátságos   | -            | 69'          |
| 41.          | 2004. október 9.     | Stockholm, Råsunda Stadion      | Svédország          | 3 – 0        | Magyarország        | vb-selejtező | -            |              |
| 42.          | 2004. november 17.   | Ta’ Qali, Nemzeti Stadion       | Málta               | 0 – 2        | Magyarország        | vb-selejtező | -            |              |
| 43.          | 2006. május 24.      | Budapest, Szusza Ferenc Stadion | Magyarország        | 2 – 0        | Új-Zéland           | barátságos   | -            |              |
| 44.          | 2006. május 30.      | Manchester, Old Trafford        | Anglia              | 3 – 1        | Magyarország        | barátságos   | 1            | 55'          |
| 45.          | 2006. augusztus 16.  | Linz, UPC-Arena                 | Ausztria            | 1 – 2        | Magyarország        | barátságos   | -            |              |
| 46.          | 2006. szeptember 2.  | Budapest, Szusza Ferenc Stadion | Magyarország        | 1 – 4        | Norvégia            | Eb-selejtező | -            |              |
| 47.          | 2006. szeptember 6.  | Zenica, Bilino Polje Stadion    | Bosznia-Hercegovina | 1 – 3        | Magyarország        | Eb-selejtező | 1            | 50'          |
| 48.          | 2006. október 7.     | Budapest, Puskás Ferenc Stadion | Magyarország        | 0 – 1        | Törökország         | Eb-selejtező | -            |              |
| 49.          | 2006. október 11.    | Ta’ Qali, Nemzeti Stadion       | Málta               | 2 – 1        | Magyarország        | Eb-selejtező | -            |              |
| 50.          | 2008. május 24.      | Budapest, Puskás Ferenc Stadion | Magyarország        | 3 – 2        | Görögország         | barátságos   | -            |              |
| 51.          | 2008. május 31.      | Budapest, Szusza Ferenc Stadion | Magyarország        | 1 – 1        | Horvátország        | barátságos   | -            | 89'          |
| 52.          | 2008. szeptember 6.  | Budapest, Puskás Ferenc Stadion | Magyarország        | 0 – 0        | Dánia               | vb-selejtező | -            |              |
| 53.          | 2008. szeptember 10. | Stockholm, Råsunda Stadion      | Svédország          | 2 – 1        | Magyarország        | vb-selejtező | -            | 70'          |
| 54.          | 2008. október 11.    | Budapest, Puskás Ferenc Stadion | Magyarország        | 2 – 0        | Albánia             | vb-selejtező | -            |              |
| 55.          | 2008. október 15.    | Ta’ Qali, Nemzeti Stadion       | Málta               | 0 – 1        | Magyarország        | vb-selejtező | -            | 85'          |
| 56.          | 2008. november 19.   | Belfast, Windsor Park           | Észak-Írország      | 0 – 2        | Magyarország        | barátságos   | -            | 88'          |
| 57.          | 2009. március 28.    | Tirana, Qemal Stafa Stadion     | Albánia             | 0 – 1        | Magyarország        | vb-selejtező | -            | 69'          |
| 58.          | 2009. augusztus 12.  | Budapest, Puskás Ferenc Stadion | Magyarország        | 0 – 1        | Románia             | barátságos   | -            | 75'          |
| 59.          | 2009. szeptember 5.  | Budapest, Puskás Ferenc Stadion | Magyarország        | 1 – 2        | Svédország          | vb-selejtező | -            | 31' 45'      |
| 60.          | 2009. szeptember 9.  | Budapest, Puskás Ferenc Stadion | Magyarország        | 0 – 1        | Portugália          | vb-selejtező | -            | 65'          |
| 61.          | 2010. március 3.     | Győr, ETO Park                  | Magyarország        | 1 – 1        | Oroszország         | barátságos   | -            | 72'          |
|              | Összesen             |                                 |                     | 61           | mérkőzés            |              | 5            | gól          |

### Mérkőzései szövetségi kapitányként
| Magyarország | Magyarország       | Magyarország                 | Magyarország | Magyarország | Magyarország | Magyarország | Magyarország | Magyarország |
| #            | Dátum              | Helyszín                     | Hazai        | Eredmény     | Vendég       | Kiírás       | Gólok        | Esemény      |
| ------------ | ------------------ | ---------------------------- | ------------ | ------------ | ------------ | ------------ | ------------ | ------------ |
| 1.           | 2014. október 11.  | Bukarest, Nemzeti Stadion    | Románia      | 1 – 1        | Magyarország | Eb-selejtező | -            |              |
| 2.           | 2014. október 14.  | Tórshavn, Tórsvøllur Stadion | Feröer       | 0 – 1        | Magyarország | Eb-selejtező | -            |              |
| 3.           | 2014. november 14. | Budapest, Groupama Aréna     | Magyarország | 1 – 0        | Finnország   | Eb-selejtező | -            |              |
| 4.           | 2014. november 18. | Budapest, Groupama Aréna     | Magyarország | 1 – 2        | Oroszország  | barátságos   | -            |              |
| 5.           | 2015. március 29.  | Budapest, Groupama Aréna     | Magyarország | 0 – 0        | Görögország  | Eb-selejtező | -            |              |
| 6.           | 2015. június 5.    | Debrecen, Nagyerdei stadion  | Magyarország | 4 – 0        | Litvánia     | barátságos   | -            |              |
| 7.           | 2015. június 13.   | Helsinki, Olimpiai Stadion   | Finnország   | 0 – 1        | Magyarország | Eb-selejtező | -            |              |
|              | Összesen           |                              |              | -            | mérkőzés     |              | -            | gól          |